# Heinrich A. Leuthold

Heinrich A. Leuthold

Heinrich Alfred Leuthold (* 20. März 1914 in Königsberg (Preußen); † 5. Januar 1996; heimatberechtigt in Wädenswil) war ein Schweizer Elektroingenieur und Hochschullehrer.

## Leben
Heinrich A. Leuthold wuchs in Königsberg auf. Seine Jugend verbrachte er in Ostpreussen und Danzig. Dort studierte er an der Technischen Hochschule Elektrotechnik. Nach dem Studienabschluss arbeitete er für Energieverteilungswerke in Deutschland.
Nach dem Krieg zog er 1945 in die Schweiz und arbeitete zuerst für die Nordostschweizerischen Kraftwerke (NOK), die spätere Axpo Power AG. Dann wurde er Professor für Starkstromanlagen am Technikum Winterthur, heute Teil der Zürcher Hochschule Winterthur. Er wechselte zurück in die Industrie und arbeitete als Direktor für die Hüttenwerke Salzgitter AG. Die ETH Zürich berief ihn 1957 als Nachfolger von Bruno Bauer als Ordinarius und Leiter des Instituts für Elektrische Anlagen und Energiewirtschaft. Von 1960 bis 1964 war er zudem Vorsteher der Abteilung Elektrotechnik der ETH. Er war auch Direktor des Fernheizwerks der ETHZ. Er zeichnete sich aus durch gesamtwirtschaftliches Denken, praxisbezogene Lehre und Einsatz für eine rationelle Energienutzung.
Er wurde 1981 emeritiert.